# Magen-Abraham-Synagoge (Ahmedabad)

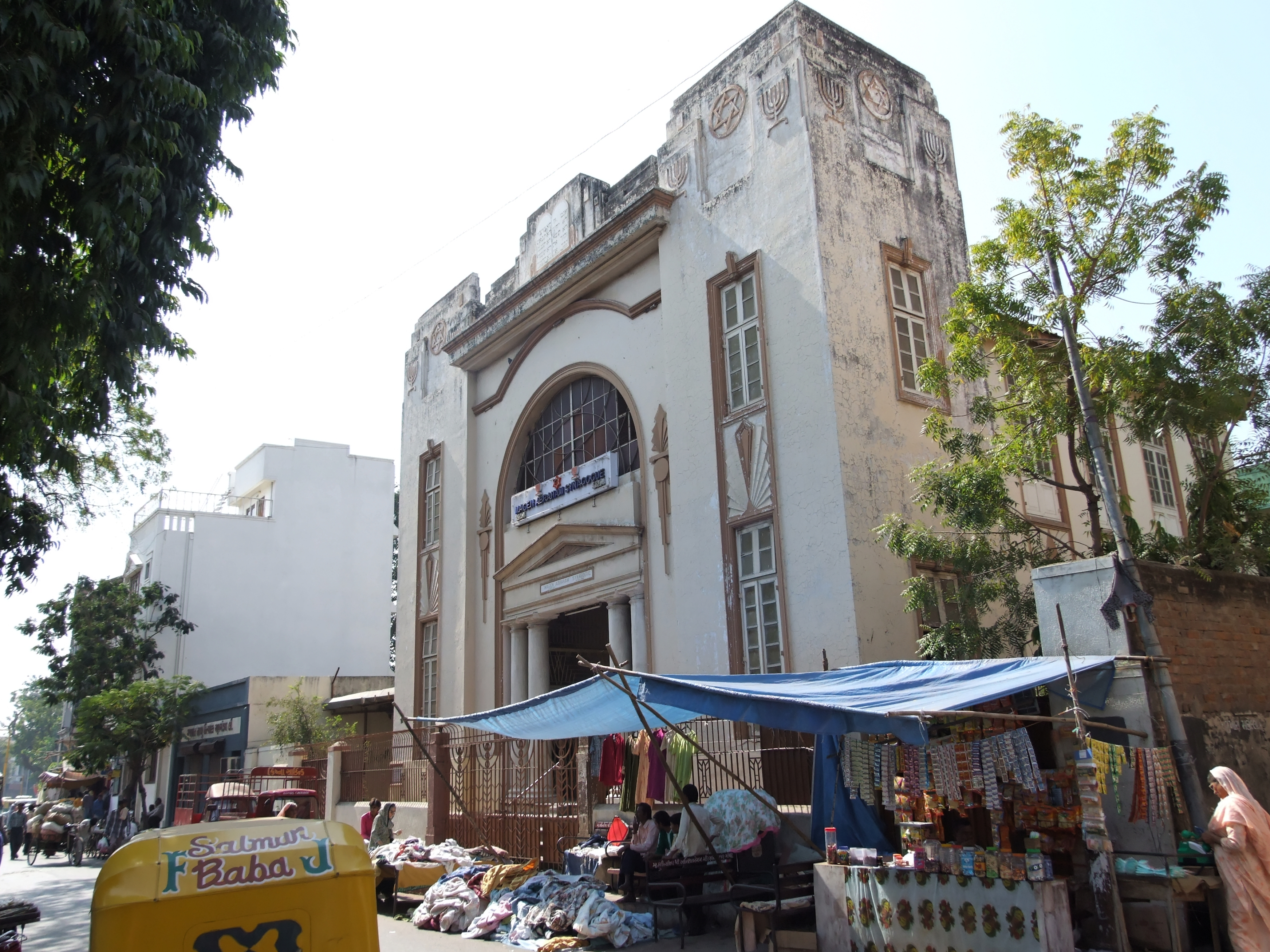
Magen-Abraham-Synagoge in Ahmedabad

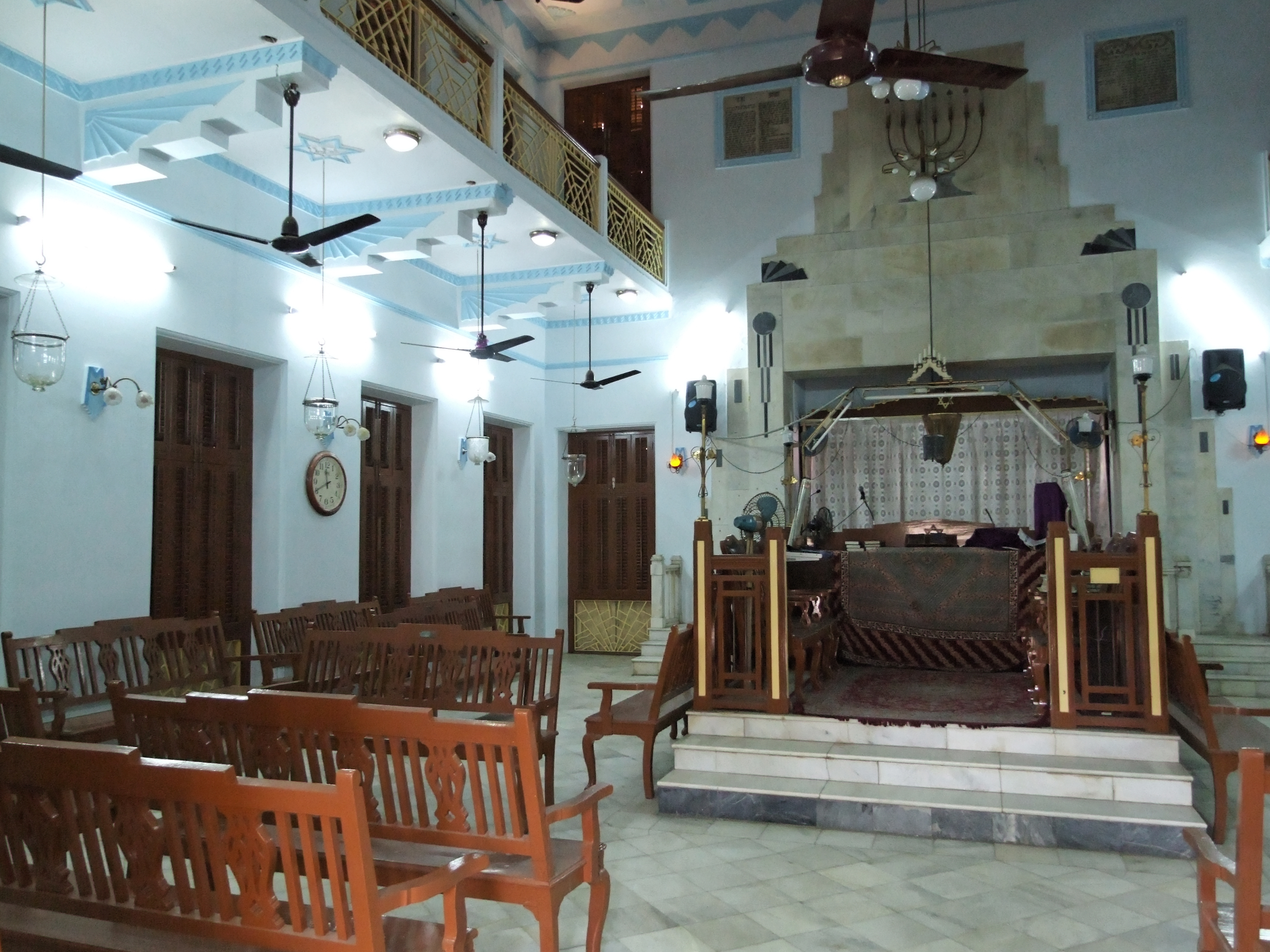
Innenansicht

Die Magen-Abraham-Synagoge (Wappenschild Abrahams) in Ahmedabad, der fünftgrößten Stadt Indiens im Bundesstaat Gujarat, wurde 1933/34, nach jüdischer Zeitrechnung 5694, errichtet. Die orthodoxe Synagoge wurde mit finanzieller Unterstützung der Beni Israel (Söhne Israels) gebaut.
Die Synagoge im Stil des Art déco ist als Kulturdenkmal klassifiziert. Die Bima befindet sich in der Mitte des Betsaals. Die Frauenempore ist freitragend erbaut.